# Alex James (muzyk)
Steven Alexander „Alex” James (ur. 21 listopada 1968 w Boscombe, Bournemouth) – brytyjski muzyk, od roku 1988 do teraz, najbardziej znany jako basista zespołu Blur.